# 가와시마 신야
가와시마 신야(일본어: 川島 眞也, 1978년 7월 22일 ~ )는 일본의 전 축구 선수이다.

## 구단 경력
과거 산프레체 히로시마, 우라와 레즈, 아비스파 후쿠오카, FC 기후에서 활동하였다.